# Austrodromia rufiscuta
Austrodromia rufiscuta är en tvåvingeart som beskrevs av Teskey 1983. Austrodromia rufiscuta ingår i släktet Austrodromia och familjen puckeldansflugor.
Artens utbredningsområde är Ecuador. Inga underarter finns listade i Catalogue of Life.